# Лa Шапелод
Лa Шапелод (фр. La Chapelaude) насеље је и општина у централној Француској у региону Оверња, у департману Алије која припада префектури Монлисон.
По подацима из 2011. године у општини је живело 977 становника, а густина насељености је износила 34,16 становника/km². Општина се простире на површини од 28,6 km². Налази се на средњој надморској висини од 241 метар (максималној 380 m, а минималној 197 m).

## Демографија
| 1962. | 1968. | 1975. | 1982. | 1990. | 1999. | 2011. |
| ----- | ----- | ----- | ----- | ----- | ----- | ----- |
| 808   | 881   | 861   | 860   | 982   | 954   | 977   |

График промене броја становника у току последњих година